# Meseret Defar
Meseret Defar (Addis Abeba, 19 de novembre de 1983) és una atleta etíop especialista en proves de fons.
Va ser dues vegades campiona olímpica dels 5.000 metres als Jocs Olímpics d'Atenes 2004 i a Londres 2012, a més d'una medalla de bronze a Pequín 2008.
També va ser campiona del món a l'aire lliure de 5000 metres en dues ocasions (Osaka 2007 i Moscou 2013) i quatre vegades campiona en pista coberta de 3000 metres (2004, 2006, 2008 i 2010). A l'aire lliure ha aconseguit també una medalla de plata i dues de bronze en els campionats del món de 2005, 2009 i 2011. I en pista coberta dues plates en 2012 i 2016 i un bronze en 2003.
El 3 de juny de 2006 va batre a Nova York el rècord mundial dels 5.000 metres amb 14:24,53, millorant en 15 centenes l'anterior rècord de la turca Elvan Abeylegesse. Posteriorment va ser superat.
El 3 de febrer de 2007 va batre a Stuttgart el rècord mundial dels 3000 metres en pista coberta amb 8:23,72 i el 18 de febrer de 2009 va batre a Estocolm el rècord mundial dels 5000 metres en pista coberta amb 14:24,37. Posteriorment van ser superats els seus dos rècords.

## Marques personals
- Marca 1.500 metres - 4:02,00 (Nova York 12-06-2010)
- Marca 2.000 metres - 5:45,62 (Eugene 08-06-2008)
- Marca 2.000 metres indoor - 5:34,74 (Stuttgart 04-02-2006)
- Marca 3.000 metres - 8:24,51 (Brussel·les 14-09-2007)
- Marca 3.000 metres indoor - 8:23,72 (Stuttgart 03-02-2007)
- Marca 2 milles - 8:58,58 (Brussel·les 14-09-2007)
- Marca 2 milles indoor - 9:06,26 (Praga 26-02-2009)
- Marca 5.000 metres - 14:12,88 (Estocolm 22-07-2008)
- Marca 5.000 metres indoor - 14:24,37 (Estocolm 18-02-2009)
- Marca 10.000 metres - 29:59,20 (Birmingham 11-07-2009)
- Marca 5 km en ruta - 15:01 (Carlsbad 01-04-2007)
- Marca 10 km en ruta - 32:08 (San Juan 25-02-2007)
- Marca mitja marató - 1:07:25 (Nova Orleans 24-02-2013)

## Palmarès
- Mundials indoor Birmingham 2003 - 3ª en 3.000 metres (8:42,58)
- Mundials indoor Budapest 2004 - 1ª en 3.000 metres (9:11,22)
- Jocs Olímpics Atenes 2004 - 1ª en 5.000 metres (14:45,65)
- Mundials Hèlsinki 2005 - 2ª en 5.000 metres (14:39,54)
- Mundials indoor Moscou 2006 - 1ª en 3.000 metres (8:38,80)
- Mundials Osaka 2007 - 1ª en 5.000 metres (14:57,91)
- Mundials indoor València 2008 - 1ª en 3.000 metres (8:38,79)
- Joc Olímpics Pequín 2008 - 3ª en 5.000 metres (15:44,12)
- Mundials Berlín 2009 - 3ª en 5.000 metres (14:58,41)
- Mundials indoor Doha 2010 - 1ª en 3.000 metres (8:51,17)
- Mundials Daegu 2011 - 3ª en 5.000 metres (14:56,94)
- Mundials indoor Istanbul 2012 - 2ª en 3.000 metres (8:38,26)
- Joc Olímpics Londres 2012 - 1ª en 5.000 metres (15:04,25)
- Mundials Moscou 2013 - 1ª en 5.000 metres (14:50,19)
- Mundials indoor Portland 2016 - 2ª en 3.000 metres (8:54,26)